# Sébastien Fauqué
Pour le footballeur français, voir Jordan Fauqué.

a Compétitions nationales et continentales officielles uniquement.

Sébastien Fauqué, né le 6 mars 1977 à Tarbes (Hautes-Pyrénées), est un joueur français de rugby à XV jouant au poste de demi d'ouverture. Il se reconvertit ensuite en tant qu'entraîneur.

## Biographie

### Carrière de joueur
Formé à la JS Riscle puis au FC Lourdes, il est arrivé en 2002 à l'US Montauban en provenance de l'US Dax après un passage au Castres olympique et avoir signé un premier contrat professionnel à la Section paloise. Il était la doublure de David Aucagne à Pau et de Thomas Castaignède à Castres.
À l'intersaison 2008 et après six saisons passées à Montauban, il rejoint le RC Toulon promu en Top 14.
En juin 2009, il participe à la tournée des Barbarians français en Argentine pour affronter le Rosario Invitación XV puis les Pumas,. Les Baa-Baas l'emportent 54 à 30 contre Rosario puis s'inclinent 32 à 18 contre l'Argentine à Buenos Aires.
Barré par Jonny Wilkinson et Felipe Contepomi au RCT, il signe à 32 ans à l'Aviron bayonnais de janvier 2010 à mai 2011. Il rejoint ensuite le Stade rochelais.
En 2013, il signe à l'Anglet olympique rugby club, évoluant alors en Fédérale 2.

### Carrière d'entraîneur
Alors que la saison 2019-2020 est interrompue par la pandémie de Covid-19 en France, Fauqué prend sa retraite de joueur et se reconvertit en tant qu'entraîneur des arrières, auprès de l'AORC, associé à son ami Anthony Biscay en charge des avants. Par ailleurs, il continue son rôle de consultant au pied auprès de l'équipe professionnelle de l'Aviron bayonnais, y intervenant désormais deux jours par semaine. À l'intersaison 2025, Fauqué et Biscay mettent un terme à leur activité commune sur le banc angloy.

## Palmarès

### En club
- Championnat de France de 2e division : 
  - Champion (1) : 2006 avec l'US Montauban.

- Challenge européen :
  - Finaliste (1) : 2000 avec le Castres olympique.

### Distinctions personnelles
- Réalisateurs du championnat de France de 2e division :
  - Meilleur réalisateur : 2006 (383 points, soit 22 de plus que le deuxième Antoine Vignau-Tuquet)[9] ;
  - 2e : 2005 (397 points, soit 18 de moins que le premier Martin Vickers-Pearson)[10].

- Buteurs du championnat de France de 2e division :
  - Meilleur buteur : 2006 (353 points, soit 22 de plus que le deuxième Antoine Vigneau-Tuquet)[11] ;
  - 2e : 2005 (377 points, soit 3 de moins que le premier Martin Vickers-Pearson)[12]